# Naturschutzgebiet Hingstberg
Koordinaten: 51° 46′ 58″ N, 6° 3′ 57″ O

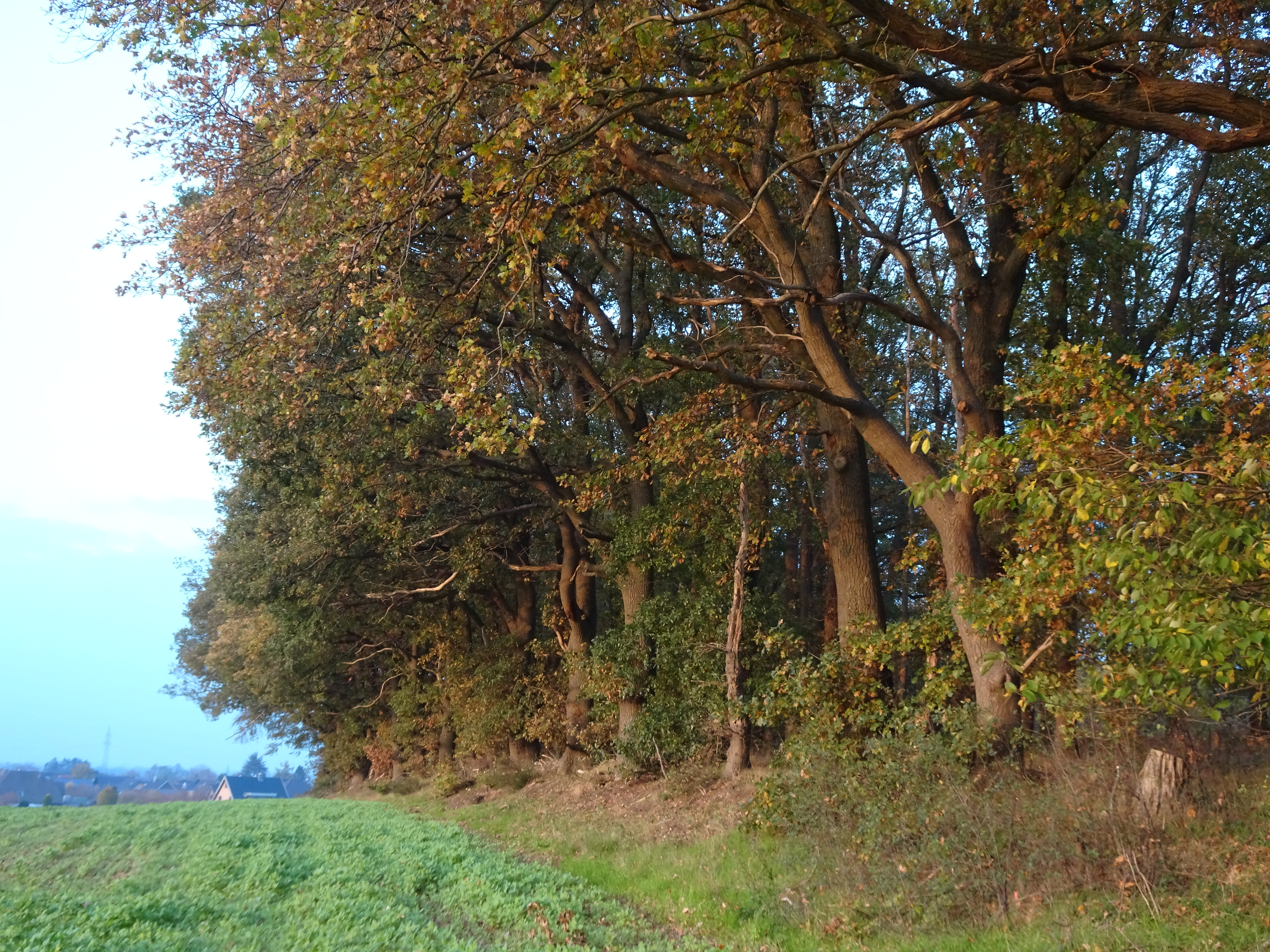
Naturschutzgebiet Hingstberg (November 2020)

Das Naturschutzgebiet Hingstberg liegt auf dem Gebiet der Gemeinde Kranenburg im Kreis Kleve in Nordrhein-Westfalen.
Das Gebiet erstreckt sich östlich des Kernortes Kranenburg und südlich des Kranenburger Ortsteils Nütterden. Nördlich des Gebietes verlaufen die Kreisstraße K 15 und die B 9, westlich verläuft die B 504.

## Bedeutung
Für Kranenburg ist seit 1997 ein rund 6,8 ha großes Gebiet unter der Kenn-Nummer KLE-041 als Naturschutzgebiet ausgewiesen.